# Pachychilon
Pachychilon är ett släkte av fiskar. Pachychilon ingår i familjen karpfiskar.
Kladogram enligt Catalogue of Life:
| Pachychilon | \| \| Pachychilon macedonicum \| \| \| \| \| \| Pachychilon pictum \| \| \| \| |
|             | \| \| Pachychilon macedonicum \| \| \| \| \| \| Pachychilon pictum \| \| \| \| |
|             | Pachychilon macedonicum                                                        |
|             |                                                                                |
|             | Pachychilon pictum                                                             |
|             |                                                                                |